# نارگیل دریایی
نارگیل دریایی یا لودوسیا یا کشکول(نام علمی:  Lodoicea maldivica)، آرایه تک‌نمونه و سردهای از تیره نخل است. این گیاه بوم‌زاد جزیره پراسلین در کشور سیشل است. این گیاه در جزایر کوچک نزدیک پراسلین هم یافت می‌شود.

## توصیف

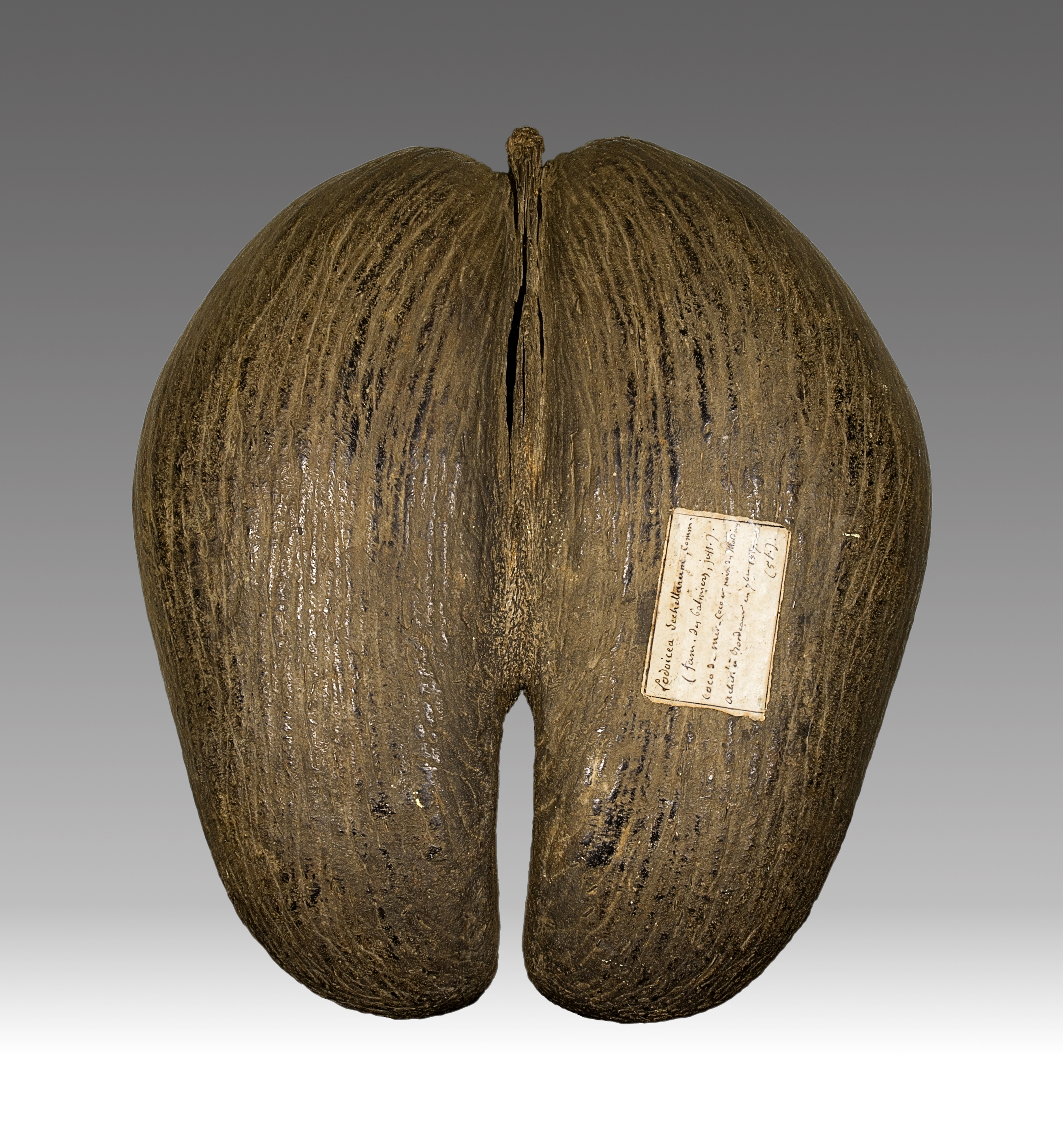
مغزدانه، با برچسب تأییدی که منشأ آن را مشخص می‌کند.

ارتفاع درخت معمولاً به ۲۵ تا ۳۴ متر می‌رسد. درختی به بلندی ۷،۵۶ متر که پس از افتادن به زمین اندازه‌گیری شد، رکورد بلندترین ارتفاع را داشت.برگها به شکل بادبزن هستند، و ۷ الی ۱۰ متر طول و ۵/۴ متر عرض و در گیاهان بالغ ۴ دمبرگ دارند. به‌هرحال گیاهان جوان دمبرگ‌های خیلی درازی تا ۹ متر و حتی ۱۰ متر هم تولید می‌کنند. گیاه دوپایه است و گل‌های نر و ماده روی پایه‌های جداگانه قرار دارند. گل‌های مذکر در یک گل‌آذین شاتون‌مانند تا طول بیش از ۱ متر قرار گرفته‌اند که طی یک دوره ۱۰ ساله به تولید گرده ادامه می‌دهد. این گل‌آذین یکی از طولانی‌ترین زندگی‌های شناخته شدهٔ گل‌آذین‌ها را دارد. قطر میوه بالغ ۴۰–۵۰ سانتی‌متر و وزن آن ۱۵–۳۰ کیلوگرم است و در فرمانرو گیاهان بزرگترین بذر را دارد. این میوه، که برای بالغ شدن به ۶–۷ سال و جوانه زدن دو سال دیگر برای نیاز دارد. گاهی اوقات به عنوان نارگیل دریایی، یا سیشل هم نامیده می‌شود. در حالی که ویژگی‌های لودوسیا شبیه به سایر درختان جنگل‌های یکپارچه در مناطق گرمسیری مرطوب است، ویژگی‌های منحصر به فردی هم مانند: بذر بزرگ، ساختمان قیفی-شکل مؤثر و جامعهٔ متنوعی از حیوانات مرتبط دارد. این ویژگی‌ها می‌گوید که تاریخ تکاملی طولانی تحت شرایط نسبتاً پایدار داشته‌است. از شش گونه نخل منحصر به فردی که در سیشل وجود دارد، لودوسیا تنها مورد واقعی از غول‌پیکری جزیره‌ای-ویژگی منحصر به فرد در بین رستنی‌های سیشل- در بین گیاهان گلدار سیشل است. این گیاه دارندهٔ پنج رکورد گیاه‌شناسی است:میوه این درخت با وزن بیش از ۴۲ کیلوگرم بزرگترین میوه وحشی است که تاکنون ثبت شده‌است. (گرچه وزن کدو تنبل اهلی و هندوانه می‌تواند بیش از این هم باشد)؛ بذرهای بالغ این گیاه با وزن ۱۷٫۶ کیلوگرم بزرگترین بذرهای دنیا هستند. بذر جوانه زده این گیاه، طولانی‌ترین لپه شناخته شده را با طول بیش از چهار متر تولید می‌کند. در بین نخل‌ها بزرگترین گل‌های ماده را تولید می‌کنند. و لودوسیا کارآمدترین گیاه شناخته شده در بازیابی مواد مغذی از برگ‌های در حال مرگ است.
از بین شش گونه نخل موجود در سیشل لودوسیا تنها گونهٔ دوپایه است و گل‌های نر و ماده آن در روی گیاهان متفاوتی قرار دارند.